# 이동환 (기업인)
이동환(李東桓, Dong Hwan Lee, 1989년 ~ )은 대한민국의 기업인이자 교육인, 작가, 콘텐츠 제작자이다. 보드게임카페 브랜드 ‘키랩’의 창립자이자, 한국교육경영연구원의 원장으로 활동하고 있다. 창업, 공간 브랜딩, 인테리어, 청소년 교육 및 디지털 미디어 융합 분야에 이르기까지 다양한 활동을 이어가고 있으며, 2025년에는 싱어송라이터로 음악 활동도 시작했다.

## 학력
- 서울 배문고등학교 졸업 (2008)[2]
- 한국외국어대학교 국제통상학, 정치외교학 학사 (2008~2017)[3]
- 한국외국어대학교 글로벌미디어커뮤니케이션대학원 디지털미디어융합 전공 재학 (2025~)[4]

## 경력
- 키랩주식회사 대표 (2017.01.~)
- 한국교육경영연구원 원장 (2012.08.~)
- 용산구 1388 청소년지원단 활동 (2015.06.~2021.06.)[5]
- 서울시 아스피린센터 동북권창업동아리연합회 프로젝트팀장 (2014.01.~2015.12.)[6]

## 봉사 활동
- 2011.03.~2013.06. 용산구청 나래티칭스쿨 지역아동 교육봉사 및 공부방 운영 - 이태원청소년공부방 (아동·청소년 대상)[7]

## 음반
- 이동환 (LEE Donghwan) 1집 싱글앨범 | Title Track: 여기까지 온 나에게 (To Myself Who Came This Far) (2025.05.14, 디지털 싱글)

- 이동환 (LEE Donghwan) 2집 싱글앨범 | Title Track: 햇살이 내 편인 날 (A Day When the Sunshine Is with Me) (2025.05.28, 디지털 싱글)

- 이동환 (LEE Donghwan) 3집 EP앨범 | Title Track: 문 앞에서 (At the Door) (2025.06.23, EP앨범)

## 주요 언론 보도
- 키랩 대표 이동환, 두 번째 디지털 싱글 '햇살이 내 편인 날' 발매 | 이재상 기자

- 서울 동북권 8개 대학 '대학생연합 창업동아리' 발족 | 고은별 기자

## 언론 보도
- 키랩(KI-LAB) 대표 이동환, 세 번째 디지털 싱글 ‘문 앞에서’ 발매
- 이동환, 싱글 앨범 ‘여기까지 온 나에게’ 발매 …음악 활동의 새로운 시작
- 한국교육경영연구원, 키랩 멥버십 모바일 앱 출시
- 한국교육경영연구원, 멥버십 모바일 앱 '키랩' 출시
- 이동환 한국교육경영연구원 원장, 한국외대 ‘창업 스토리 특강’ 명강의 진행 - 한국교육경영연구원
- 한국교육경영연구원, 교육경영전문기관 ‘KIEM’ 상표권 출원
- 한국교육경영연구원, 기업가정신을 배우는 제24회 희망드림포럼 성황리 개최 - 한국교육경영연구원
- 한국교육경영연구원, ‘한국외대 창업캠프’ 운영 | 이주원 기자
- 한국교육경영연구원, ‘KIEM 대학생 창업캠프’ 개최 | 김지영 기자
- 한국교육경영연구원, 'KIEM 대학생 창업캠프' 열어 | 김재섭 기자
- 한국교육경영연구원, 청소년 통합지원체계 기관 위촉 | 김순복 기자
- 한국교육경영연구원 기업가정신 세미나 성료 | 이동연 기자
- 한국교육경영연구원, 청소년 진로·적성 교육 통해 창업·취업 돕는다 | 김지수 기자
- 한국교육경영연구원, 1388 청소년 지원단의 지원기관으로 재선정 | 이종표 기자
- 한국교육경영연구원, 2016 한국외대 창업캠프 성황리 운영 | 이환선 기자
- 한국외대 창업캠프, 31일 | 안지은 기자
- 한국외대, 창업캠프 성료 | 김하연 기자
- “다른 학교, 다른 전공 친구들과 알찬 방학 보내요”| 송수안 기자